# Kuurne-Bruxelles-Kuurne 1987
La Kuurne-Bruxelles-Kuurne 1987, quarantaduesima edizione della corsa, si svolse il 1º marzo su un percorso di 226 km, con partenza e arrivo a Kuurne. Fu vinta dal belga Ludo Peeters della squadra Superconfex-Kwantum Hallen-Yoko davanti all'olandese Johan Lammerts e all'altro belga Dirk Demol.

## Ordine d'arrivo (Top 10)
| Pos. | Corridore       | Squadra                         | Tempo    |
| ---- | --------------- | ------------------------------- | -------- |
| 1    | Ludo Peeters    | Superconfex-Kwantum Hallen-Yoko | 5h36'00" |
| 2    | Johan Lammerts  | Toshiba-Look-La Vie Claire      | s.t.     |
| 3    | Dirk Demol      | ADR- Fangio-IOC-MBK             | s.t.     |
| 4    | Pol Verschuere  | Fagor-MBK                       | s.t.     |
| 5    | Phil Anderson   | Panasonic                       | s.t.     |
| 6    | Franky Van Oyen | Sigma                           | s.t.     |
| 7    | Hendrik Redant  | Robland-Isoglass-Galli          | s.t.     |
| 8    | Gilbert Glaus   | Z-Peugeot                       | s.t.     |
| 9    | Eddy Vanhaerens | Sigma                           | s.t.     |
| 10   | Ludwig Willems  | Lotto-Eddy Merckx               | s.t.     |